# Giovanni VII Paleologo
Giovanni VII Paleologo (in greco Ιωάννης Z' Παλαιολόγος?, Iōannēs VII Palaiologos; Costantinopoli, 1370 – Tessalonica, 22 settembre 1408) è stato un imperatore bizantino.
Fu usurpatore del trono dei basileus, per cinque mesi del 1390.

## Biografia
Giovanni VII era figlio del basileus Andronico IV Paleologo, nel 1383 fu nominato dal padre coimperatore, nonostante dipendessero dagli ottomani. Quando il padre morì nel 1385 Giovanni VII prese il suo posto come pretendente al trono dei basileis.

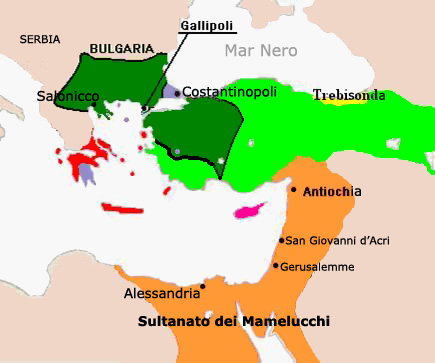
L'impero bizantino nel 1389.

Giovanni VII nel 1390 si mise in contatto col sultano ottomano Bajazet I, per chiedergli dei soldati, per potersi così impadronire del trono. Bajazet I decise di aiutare l'usurpatore bizantino, fornendogli un piccolo contingente di soldati con cui, la notte del 13 aprile del 1390, Andronico detronizzò per la seconda volta il nonno Giovanni V Paleologo. Giovanni V non fuggì da Costantinopoli, ma insieme al figlio Manuele II Paleologo, e coloro che gli erano fedeli si barricò nella torre della Porta Aurea, dove si preparò a resistere all'assedio del nipote. Dopo un po' di tempo Manuele II fu mandato dal padre Giovanni V in cerca d'aiuto; trovò in aiuto della causa del padre cinque galee con cui arrivò a Costantinopoli il 25 agosto dello stesso anno. Il 17 settembre Giovanni V ordinò a i suoi uomini di uscire dalla torre silenziosamente, per compiere un'imboscata agli uomini del nipote Giovanni VII. Quest'ultimo fu preso alla sprovvista e fu costretto a fuggire dalla capitale.
Dopo questa vittoria l'imperatore Giovanni V insieme a suo figlio Manuele II, ed ai suoi uomini fidati, tornò trionfante verso il palazzo delle Blacherne. Ma la vittoria di Giovanni V su Giovanni VII fece infuriare il sultano Bajazet I, che ordinò a Manuele II e a Giovanni VII di accompagnarlo nella sua nuova campagna militare. I due furono poi ancora richiamati nell'autunno dello stesso anno, a partecipare insieme all'assedio di Filadelfia. La città di Filadelfia fu conquistata dagli ottomani, e il paradosso è che i due imperatori bizantini furono direttamente coinvolti nella conquista dell'ultimo bastione in Asia minore dell'impero bizantino, fra tutte le umiliazioni che l'impero bizantino aveva ricevuto nella sua storia, certamente questa era quella più grande.
Tra l'inverno del 1393-94, il sultano Bajazet I decise di eliminare i suoi vassalli cristiani: il suo piano era quello di convocarli tutti a Serres, dove era accampato con il suo esercito, e di farli assassinare. Quindi egli convocò il basileus Manuele II, Teodoro I Paleologo (despota della Morea dal 1382 fino al 24 giugno 1407), Costantino Dragaš (cognato di Manuele II), Giovanni VII, e il re dei Serbi Stefano III Lazaro. Ognuno arrivò per conto suo, ciascuno ignaro della presenza degli altri; quando si ritrovarono tutti insieme sotto la stessa tenda, capirono che il sultano voleva eliminarli. Per loro fortuna Bajazet I aveva cambiato idea, e quindi non voleva più assassinarli: si limitò a raccomandare ai suoi vassalli di ricordare quali erano i loro doveri nei suoi confronti, ricordando loro che qualsiasi disobbedienza nei suoi confronti sarebbe equivalsa ad una dichiarazione di guerra. Detto questo, li congedò.
Nel 1399 Manuele II partì per l'occidente alla disperata ricerca d'aiuto contro gli ottomani, che stavano assediando Costantinopoli e lasciò il comando dell'impero, stranamente, nelle mani del nipote Giovanni VII, facendo riparare la moglie, Elena Dragaš e i due figli ancora bambini, Giovanni Paleologo, futuro imperatore, e Teodoro II Paleologo, futuro despota della Morea, a Mistra, capitale del despotato della Morea. Il 9 giugno del 1403, Manuele II tornò dal suo viaggio in Europa occidentale, e sbarcò a Gallipoli, dove ad attenderlo vi era Giovanni VII, che era giunto fino a là a cavallo, per ridare il potere nelle mani dello zio Manuele II. Nello stesso anno Manuele II nominò il nipote Giovanni VII despota di Tessalonica. Giovanni morì il 22 settembre 1408, preceduto dal figlio, Andronico V Paleologo, morto nel 1407, a 7 anni. Giovanni rimase durante tutta la sua vita al centro di numerosi intrighi di palazzo.

## Famiglia
Giovanni VII aveva sposato Eugenia Gattilusio (poi chiamata Irene), e da questo matrimonio nacque un figlio, Andronico V Paleologo, coimperatore nel 1403.

## Ascendenza
|                                            |                   |                                                | Genitori                                 |  |  | Nonni |  |  | Bisnonni                                    |  |  | Trisnonni                                   |  |
|                                            |                   |                                                |                                          |  |  |       |  |  | Andronico III Paleologo, basileus dei Romei |  |  | Michele IX Paleologo, co-basileus dei Romei |  |
|                                            |                   |                                                |                                          |  |  |       |  |  | Andronico III Paleologo, basileus dei Romei |  |  | Michele IX Paleologo, co-basileus dei Romei |  |
|                                            |                   | Rita d'Armenia                                 |                                          |  |  |       |  |  | Andronico III Paleologo, basileus dei Romei |  |  |                                             |  |
| Giovanni V Paleologo, basileus dei Romei   |                   |                                                |                                          |  |  |       |  |  | Andronico III Paleologo, basileus dei Romei |  |  |                                             |  |
|                                            |                   | Anna di Savoia                                 | Amedeo V, conte di Savoia                |  |  |       |  |  |                                             |  |  |                                             |  |
|                                            |                   | Anna di Savoia                                 | Amedeo V, conte di Savoia                |  |  |       |  |  |                                             |  |  |                                             |  |
|                                            |                   | Anna di Savoia                                 | Maria di Brabante                        |  |  |       |  |  |                                             |  |  |                                             |  |
| Andronico IV Paleologo, basileus dei Romei |                   | Anna di Savoia                                 |                                          |  |  |       |  |  |                                             |  |  |                                             |  |
|                                            |                   | Giovanni VI Cantacuzeno, co-basileus dei Romei | Michele Cantacuzeno, despota della Morea |  |  |       |  |  |                                             |  |  |                                             |  |
|                                            |                   | Giovanni VI Cantacuzeno, co-basileus dei Romei | Michele Cantacuzeno, despota della Morea |  |  |       |  |  |                                             |  |  |                                             |  |
|                                            |                   | Giovanni VI Cantacuzeno, co-basileus dei Romei | Teodora Paleologa Cantacuzena Angela     |  |  |       |  |  |                                             |  |  |                                             |  |
| Elena Cantacuzena                          |                   | Giovanni VI Cantacuzeno, co-basileus dei Romei |                                          |  |  |       |  |  |                                             |  |  |                                             |  |
|                                            |                   | Irene Asanina                                  | Andronico Asen                           |  |  |       |  |  |                                             |  |  |                                             |  |
|                                            |                   | Irene Asanina                                  | Andronico Asen                           |  |  |       |  |  |                                             |  |  |                                             |  |
|                                            |                   | Irene Asanina                                  | Tarchanaiotissa                          |  |  |       |  |  |                                             |  |  |                                             |  |
| Giovanni VII Paleologo, basileus dei Romei |                   | Irene Asanina                                  |                                          |  |  |       |  |  |                                             |  |  |                                             |  |
|                                            | Sratsimir di Kran | …                                              |                                          |  |  |       |  |  |                                             |  |  |                                             |  |
|                                            | Sratsimir di Kran | …                                              |                                          |  |  |       |  |  |                                             |  |  |                                             |  |
|                                            | Sratsimir di Kran | …                                              |                                          |  |  |       |  |  |                                             |  |  |                                             |  |
| Ivan Alessandro, zar di Bulgaria           | Sratsimir di Kran |                                                |                                          |  |  |       |  |  |                                             |  |  |                                             |  |
|                                            |                   | Keratsa Petritsa                               | Šišman, despota di Vidin                 |  |  |       |  |  |                                             |  |  |                                             |  |
|                                            |                   | Keratsa Petritsa                               | Šišman, despota di Vidin                 |  |  |       |  |  |                                             |  |  |                                             |  |
|                                            |                   | Keratsa Petritsa                               | ...                                      |  |  |       |  |  |                                             |  |  |                                             |  |
| Keraca di Bulgaria                         |                   | Keratsa Petritsa                               |                                          |  |  |       |  |  |                                             |  |  |                                             |  |
|                                            |                   | …                                              | …                                        |  |  |       |  |  |                                             |  |  |                                             |  |
|                                            |                   | …                                              | …                                        |  |  |       |  |  |                                             |  |  |                                             |  |
|                                            |                   | …                                              | …                                        |  |  |       |  |  |                                             |  |  |                                             |  |
| Sarah-Teodora                              |                   | …                                              |                                          |  |  |       |  |  |                                             |  |  |                                             |  |
|                                            |                   | …                                              | …                                        |  |  |       |  |  |                                             |  |  |                                             |  |
|                                            |                   | …                                              | …                                        |  |  |       |  |  |                                             |  |  |                                             |  |
|                                            |                   | …                                              | …                                        |  |  |       |  |  |                                             |  |  |                                             |  |
|                                            |                   | …                                              |                                          |  |  |       |  |  |                                             |  |  |                                             |  |